# Trap (film)
Pour les articles homonymes, voir Trap.
Pour plus de détails, voir Fiche technique et Distribution.
Trap, ou Piège au Québec, est un film américain réalisé par M. Night Shyamalan et sorti en 2024. Il s'inspire en partie d’un événement réel, l'opération Flagship en 1985, une opération de police durant laquelle un groupe de fugitifs ayant reçu des billets d'invitation pour un match de football américain de NFL furent capturés alors qu'ils assistaient à l'événement.
Le film suit un tueur en série, surnommé Le Boucher (The Butcher en version originale) par la presse, qui rejoint sa fille Riley au concert de la popstar Lady Raven. Le père de famille réalise rapidement que la salle a été bouclée par la police pour l'appréhender. Il se retrouve ainsi piégé à l'intérieur de l'immense enceinte.

## Synopsis
Cooper Abbott, un pompier quadragénaire, emmène Riley, sa fille de 12 ans, au concert de la popstar Lady Raven à la Tanaka Arena de Philadelphie pour la récompenser de ses bonnes notes. Il remarque rapidement une présence policière inhabituellement élevée autour de la salle de concert. Alors qu'il vient récupérer un tee-shirt pour sa fille à l'un des stands, il apprend d'un vendeur nommé Jamie que le FBI envisage d'attraper un tueur en série connu sous le surnom du "Boucher" après avoir appris qu'il serait présent au concert. Cooper consulte discrètement son smartphone et observe la vidéo d'un jeune homme prénommé Spencer, la dernière victime captive du Boucher : Cooper se révèle être le Boucher lui-même. Alors qu'il suit Jamie dans les réserves du stand, Cooper en profite pour lui voler sa carte d'accès et lui soutirer la phrase secrète communiquée par le FBI qui lui permettra de s'identifier en tant qu'employé. Utilisant la carte pour accéder aux coursives du stade, Cooper en profite également pour voler le talkie-walkie d'un policier.
En entendant une femme prédire ses futurs mouvements via cette radio, Cooper comprend qu'il a été analysé par une profiler du FBI. Cherchant un moyen d'échapper au piège dans lequel il est tombé, il déclenche une explosion dans la cuisine d'un stand de restauration et profite du chaos pour accéder au toit de la salle de concert, où il apprend d'un policier que la chasse à l'homme est menée par le Dr Josephine Grant. Ne comprenant pas l'attitude de son père qui s'absente fréquemment, Riley lui demande de rester avec elle. Elle lui parle de son rêve d'être choisie comme « Dreamer Girl » de Lady Raven, une personne du public qui est appelée pour danser sur scène avec la chanteuse. Cooper comprend que cela lui permettrait d'avoir accès aux coulisses, ce qui, selon lui, est la seule issue non couverte par la police. Cooper prend contact avec un des membres de l'équipe de la chanteuse, qui s'avère être l'oncle de Lady Raven, et lui ment en disant que Riley s'est récemment remise d'une leucémie, ce qui facilite le choix de Riley comme la Dreamer Girl de la soirée.
Après la fin du concert, Cooper comprend que la police garde également la sortie des coulisses. Il demande alors à Lady Raven s'il peut lui parler en privé, puis lui révèle qu'il est le Boucher, menaçant de tuer à distance Spencer si elle ne les escorte pas, Riley et lui, dans sa limousine. Raven obéit, mais demande à venir chez Riley, où elle gagne du temps en expliquant l'opération du FBI à la famille et déstabilisant Cooper en décrivant son profil défini par Grant comme quelqu'un ayant des problèmes maternels et un trouble obsessionnel-compulsif. Elle explique également que la police a découvert des détails sur la présence du Boucher au concert grâce à un reçu de billet de spectacle déchiré laissé dans une maison vacante et signalé de manière anonyme.
Lady Raven subtilise le téléphone de Cooper et s'enferme dans la salle de bain. Contactant Spencer, elle obtient des détails sur l'endroit où il a été emmené et les diffuse en direct à ses fans ; l'un d'entre eux reconnait la description de la maison en question et prévient la police, qui sauve le captif. Raven affirme à sa femme Rachel que Cooper est le Boucher, mais ce dernier enferme sa famille à l'étage pendant que Lady Raven envoie un texto à son chauffeur afin qu'il contacte la police. Cooper tente de partir avec Lady Raven, cependant la famille de Cooper le distrait assez longtemps pour qu'elle puisse s'échapper. La police arrive et Cooper s'enfuit de la maison par un tunnel secret avant de se déguiser avec un uniforme du SWAT et de conduire la limousine avec Lady Raven. Après que Cooper a révélé son identité, Raven parvient à déverrouiller sa vitre et attire une foule en délire de fans pour immobiliser le véhicule, afin que le FBI puisse les rattraper, or Cooper enfile un nouvel ensemble de vêtements civils et s'enfuit.
Cooper rentre chez lui et se confronte à Rachel, saisissant que tout vient d'elle. Cherchant à comprendre quelle est l'erreur qu'il a commise pour éveiller des soupçons chez sa femme, cette dernière lui avoue qu'elle suspectait son mari de la tromper, puis qu'elle s'est peu à peu aperçue qu'il pourrait en fait être le Boucher que la police recherche depuis des mois. Elle lui confirme que c'est elle qui avait laissé le reçu dans la maison vide pour que la police l'y retrouve. Cooper prend alors la décision de la tuer puis de se suicider, mais Rachel le persuade de partager au moins les restes de tarte préparés pour sa fille avant toute action.
Après que Cooper a admis son ressentiment envers Rachel vis-à-vis de leur vie de famille, il se rend compte que celle-ci a drogué la tarte avec des pilules issues du sac à outils qu'il utilisait pour commettre ses méfaits. Il se met alors à halluciner, croyant voir sa mère lui exprimer sa fierté pour avoir ressenti une réelle émotion. L'hallucination est en fait le Dr Grant, qui se fait passer pour la mère de Cooper malgré le danger afin de le calmer et de l'amadouer. Cooper est tasé par les officiers du SWAT alors qu'il s'approche d'elle, puis est arrêté, non sans avoir montré une très forte résistance.
Tandis qu'il est emmené dehors, menottes aux poignets, Cooper s'arrête pour redresser le vélo de sa fille, dans un mouvement compris par le Dr Grant comme un geste d'affection. Riley sort alors d'une voiture de police et partage une étreinte en larmes avec lui avant que son père ne soit chargé dans un fourgon de police. Pendant qu'il s'éloigne, Cooper extirpe de sa manche le rayon d'une roue du vélo de sa fille qu'il a subtilisé discrètement, crochète ses menottes et, voyant qu'il s'est libéré, éclate de rire.
Dans une scène inter-générique, Jamie apprend l'identité réelle de Cooper en regardant un journal d'actualité télévisée, et se promet de ne plus jamais sympathiser avec un membre du public d'un concert.

## Fiche technique
Sauf indication contraire, les informations mentionnées dans cette section peuvent être confirmées par les bases de données cinématographiques IMDb et Allociné,  présentes dans la section « Liens externes ».
- Titre original et français : Trap
- Titre québécois : Piège
- Titre de travail : Good Grades
- Réalisation et scénario : M. Night Shyamalan
- Musique : Herdís Stefánsdóttir (de)
- Photographie : Sayombhu Mukdeeprom
- Montage : Noemi Katharina Preiswerk
- Direction artistique : Aleks Cameron et Stephen Depko
- Décors : Debbie DeVilla
- Costumes : Caroline Duncan
- Production : Marc Bienstock, Ashwin Rajan et M. Night Shyamalan
- Société de production : Blinding Edge Pictures
- Société de distribution : Warner Bros. Pictures (États-Unis, France, Québec)
- Budget : 30 millions $[2]
- Pays de production :  États-Unis
- Langue originale : anglais
- Format : couleur — 35 mm[3],[4]
- Genre : thriller psychologique
- Durée : 105 minutes
- Dates de sortie[5] :
  - États-Unis, Québec : 2 août 2024
  - Belgique, France, Suisse romande : 7 août 2024[6]
- Classification :
  - États-Unis : PG-13 (les enfants de moins de 13 ans doivent être accompagnées par un adulte - accord parental)
  - France : tous publics

## Distribution
- Josh Hartnett (VF : Damien Boisseau ; VQ : Martin Watier) : Cooper Abbott
- Ariel Donoghue (en) (VF : Lévanah Solomon ; VQ : Marguerite D'Amour) : Riley Abbott
- Saleka Shyamalan (en) (VF : Shana Dugenet ; VQ : Léa Roy) : Lady Raven
- Hayley Mills (VF : Cathy Cerdà ; VQ : Johanne Garneau) : Dr Josephine Grant
- Alison Pill (VF : Jessica Monceau ; VQ : Kim Jalabert) : Rachel Abbott
- Marnie McPhail (VF : Chantal Baroin ; VQ : Christine Séguin) : la mère de Jody
- Jonathan Langdon (VF : Grégory Lerigab ; VQ : Anglesh Major) : Jamie
- Mark Bacolcol (VQ : Nicolas Bacon) : Spencer
- Russ : Parker Wayne
- Kid Cudi (VF : Jhos Lican) : le Penseur
- Vanessa Smythe (VF : Elsa Davoine ; VQ : Émilie Josset) : la manager du tour
- Lochlan Miller (VF : Marie Nonnen-macher): Logan Abbott
- M. Night Shyamalan (VF : Philippe Bozo) : l'oncle de Lady Raven

 Source et légende : version française (VF) sur RS Doublage  et carton cinématographique du doublage français. version québécoise (VQ) sur Doublage.qc.ca

## Production

### Genèse et développement
En octobre 2022, il est annoncé que le prochain film de M. Night Shyamalan sortira en avril 2024. Le titre du film, Trap, est révélé en février 2023, alors que M. Night Shyamalan annonce qu'il entre dans un contrat de première option avec le studio Warner Bros., après avoir longtemps collaboré avec Universal Pictures.

### Tournage
Le tournage devait débuter à Cincinnati en août 2023, où il aurait reçu plus de 9 millions de Crédit d'impôt de l'État pour y tourner. En raison de son financement indépendant, la production obtient l'accord de tourner, malgré la grève SAG-AFTRA 2023.

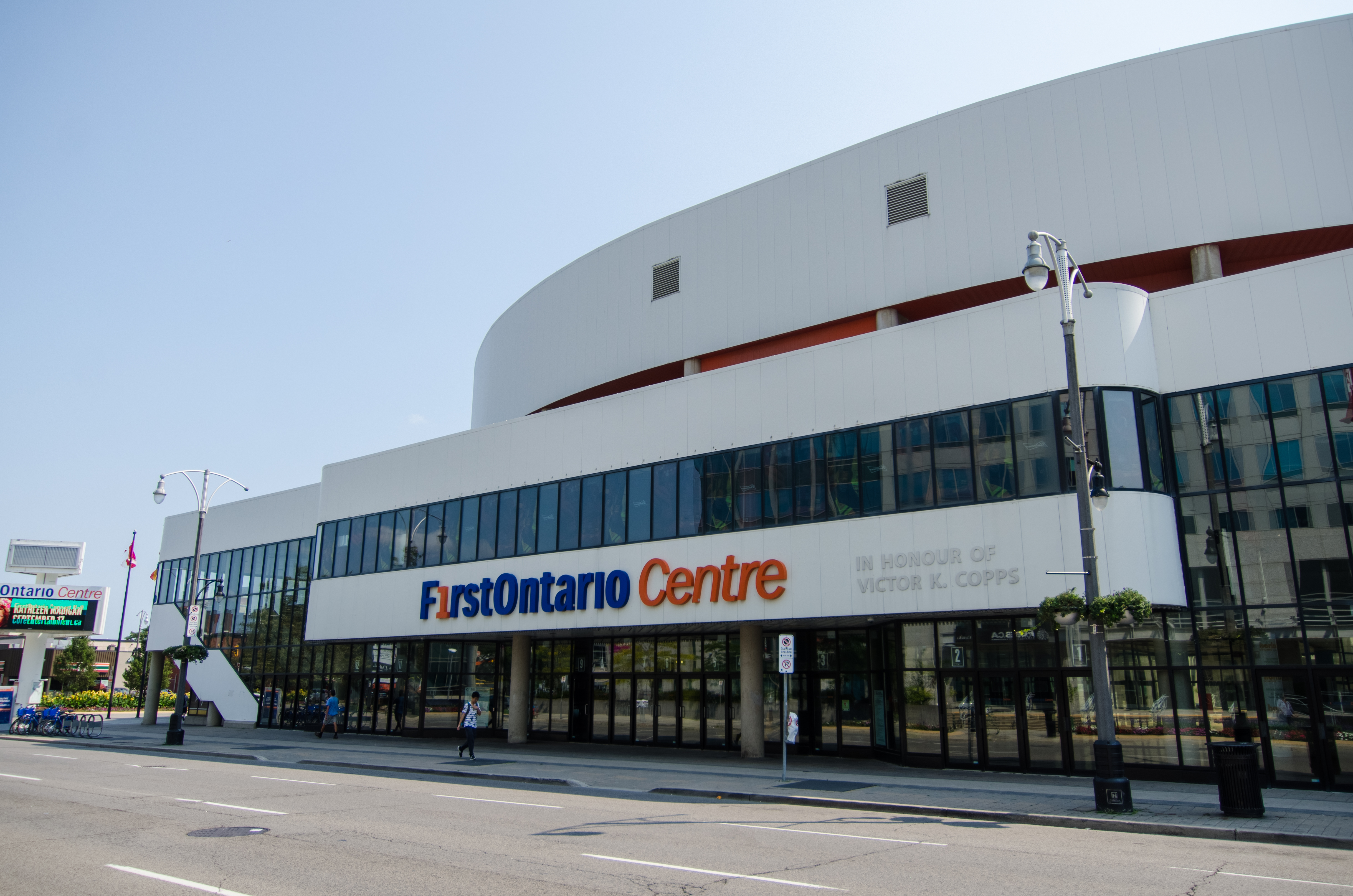
Le film a été tourné dans le FirstOntario Centre.

Sous le nom de code Good Grades, les prises de vues commencent finalement à Mississauga en Ontario, le 16 octobre 2023. Le tournage se termine le 8 décembre 2023,.

## Accueil

### Sortie
La sortie américaine de Trap a lieu le 2 août 2024.

### Accueil critique
En France, le site Allociné propose une moyenne de 2,7⁄5, d'après l'interprétation de 17 critiques de presse.